# Martin Goeres
Martin Goeres (* 12. August 1984 in West-Berlin) ist ein deutscher Schauspieler und Stuntman.

## Biografie
Goeres tritt seit seiner ersten Hauptrolle (1995) regelmäßig in Fernseh- und Kinoproduktionen auf, wofür er an mehreren Schauspielworkshops teilnahm. So absolvierte er beispielsweise ein viermonatiges Introducing to Method Acting an der Hollywood Acting School und erprobte sich dabei in den Sparten „Acting“ bei Reuven Adiv und Giles Foreman, Cam-Tuning bei Wolfgang Wimmer sowie „Sense Work“ bei Lena Lessing. Darüber hinaus befindet er sich im regelmäßigen Training mit internationalen Coaches, wie etwa vom 11. bis 14. April 2009 an der Master Class bei Larry Moss.
Neben den häufigen Dreharbeiten als Schauspieler sammelte er zudem Erfahrungen in den Bereichen Spezialeffekte und Stunts und gründete das Perfect-Action-Stuntteam. Dadurch erhielt er auch Einblicke in die Arbeit hinter der Kamera, etwa in technische Bereiche wie die Second-Unit-Regie und das Einrichten von Kameraeinstellungen. Nachdem er einige Jahre für Internationale Produktionen im Ausland gearbeitet hatte, gründete Martin Goeres seine eigene Full Action Service Company „MG ACTION“, mit der er seine Erfahrungen verbindet.
Die Schauspielerin Mira Elisa Goeres ist seine jüngere Schwester.

## Filmografie

### Schauspieler

#### Film
- 2000: Heidi M.
- 2004: Napola – Elite für den Führer
- 2005: Kampfansage – Der letzte Schüler
- 2006: Winterreise
- 2011: Wer ist Hanna?
- 2014: What You Want Is Gone Forever
- 2015: Kartoffelsalat – Nicht fragen!
- 2015: Victoria
- 2016: When Demons Die
- 2017: Schneeflöckchen

#### Fernsehen
| - 1997: Flieg, Opa, flieg! - 1998: Hallo, Onkel Doc! – Frederics Puppe - 1998: Für alle Fälle Stefanie – Scheidewege - 1998: Der letzte Zeuge – Schlag auf Schlag - 1999/2000: Wolffs Revier - 1999: Der Totschläger - 2000: Tag der Abrechnung - 2002: Großstadtrevier – Mäuse und Menschen - 2002: Klinikum Berlin Mitte – Vaterbilder - 2002: Seventeen – Mädchen sind die besseren Jungs - 2002: Dr. Sommerfeld – Neues vom Bülowbogen – Zerplatzte Träume - 2003/2009: In aller Freundschaft - 2003: Ein leichtfertiges Versprechen - 2009: Zu viel des Guten - 2004: Familie Dr. Kleist - 2005: Doppelter Einsatz – Mord auf dem Stundenplan - 2005: Alphateam – Die Lebensretter im OP – Angriffe - 2005: Schloss Einstein | - 2005: Crazy Partners - 2005: Die Luftbrücke – Nur der Himmel war frei - 2006: Abschnitt 40 – Amoklage - 2006: Die Niels Ruf Show - 2006: Im Namen des Gesetzes – Junge Liebe - 2007: Notruf Hafenkante – Väter und Söhne - 2007: R.I.S. – Die Sprache der Toten – Traumatisiert - 2007: Deadline – Jede Sekunde zählt – Ultimatum - 2008: Polizeiruf 110 – Verdammte Sehnsucht - 2008: Tatort – Blinder Glaube - 2008: SOKO Wismar – Zerbrochenes Glas - 2009: Küstenwache – Duell ohne Gnade - 2009: Lasko – Die Faust Gottes – Der Weg nach Rom - 2011: Herzflimmern – Die Klinik am See - 2012: SOKO Stuttgart – Matchball - 2018: Counterpart - 2019: Treadstone |

#### Sonstiges
- 2005: D.N.X. – Mutant High (Action-Comedy-Pilot für RTL)
- 2004: Nike (Werbespot Bus Jogging)
- 2006: Breitling SA (Werbespot ID-Club 2006)
- 2006: Navid & Omid – Eshghe Javid (Musikvideo)
- 2006: Juli – Dieses Leben (Musikvideo)
- 2016: KEØMA Protected[3] (Musikvideo). Der Titel nahm am 25. Februar 2016 am ESC-Vorentscheid Unser Lied für Stockholm teil.

### Stunt und SFX (Auswahl)
- 2005: Kampfansage – Der letzte Schüler
- 2006: V wie Vendetta
- 2006: Bye Bye Berlusconi
- 2006: Die Niels Ruf Show
- 2008: Ossi’s Eleven
- 2008: Speed Racer
- 2008: Virus Undead
- 2008: Operation Walküre – Das Stauffenberg-Attentat
- 2009: Beyond Remedy – Jenseits der Angst
- 2009: Inglourious Basterds
- 2009: Ninja Assassin
- 2011: Don 2 – Das Spiel geht weiter
- 2014: Dracula Untold
- 2014: Serena
- 2015: Mission: Impossible – Rouge Nation
- 2016: Polizeiruf 110 – Und vergib uns unsere Schuld
- 2016: Inferno
- 2017: Wonder Woman
- 2017: Dark
- 2017: Heilstätten
- 2017: Tatort – Murot Und Das Murmeltier
- 2017: Babylon Berlin
- 2017: Berlin Station
- 2017: Sense 8
- 2019: Treadstone
- 2021: Mom&Dad (Musikvideo)